# Trofeo Ministro de Información y Turismo
El Trofeo Ministro de Información y Turismo de Viveiro, fue un Torneo amistoso de verano, disputado en la ciudad de Vivero, en el Estadio de Cantarrana, este Trofeo es uno de los más antiguos celebrados en España y Galicia.
Solía disputarse a mediados del mes de agosto, y recibió el nombre de "Trofeo Ministro de Información y Turismo", pues dicho ministro, solía acudir a presidir el encuentro final y entregar el trofeo al capitán del equipo ganador.
Se intentaba fomentar el turismo nacional a través del Ministerio de Información y Turismo.
Se disputó desde 1953 hasta 1976. Otros Trofeos disputados posteriormente en Vivero son, el Trofeo Ciudad de Viveiro desde 1978, el Trofeo Memorial Luis de Carlos desde 1999 y Trofeo Memorial Antonio Tarrio desde 2004.

## Palmarés
| Año  | Edición      | Campeón                      | Resultado     | Subcampeón                                                      |
| ---- | ------------ | ---------------------------- | ------------- | --------------------------------------------------------------- |
| 1953 | I            | CD Lugo                      | -             | Arsenal CF Ferrol                                               |
| 1954 | No disputado | -                            | -             | -                                                               |
| 1955 | II           | RC Deportivo de La Coruña    | 4-1           | Cultural y Deportiva Leonesa                                    |
| 1956 | III          | CD Juvenil                   | 4-1           | Viveiro CF                                                      |
| 1957 | IV           | Viveiro CF                   | 1-0           | Club Lemos                                                      |
| 1958 | V            | Viveiro CF                   | **            | Arsenal CF Ferrol                                               |
| 1959 | VI           | Racing Club de Ferrol        | 7-2           | Viveiro CF                                                      |
| 1960 | VII          | Viveiro CF                   | 2-0           | CD Lugo                                                         |
| 1961 | VIII         | Viveiro CF                   | 3-2           | Fabril Deportivo                                                |
| 1962 | IX           | Combinado nacional           | 2-1 4-3       | Viveiro CF                                                      |
| 1963 | X            | Racing Club de Ferrol        | 2-2 (pen)     | CD Lugo                                                         |
| 1964 | XI           | Cultural y Deportiva Leonesa | 1-1 2-2 (pen) | CF Calvo Sotelo (Puentes de García Rodríguez)                   |
| 1965 | XII          | CD Lugo                      | 0-0 (pen)     | Arsenal CF Ferrol                                               |
| 1966 | No disputado | -                            | -             | -                                                               |
| 1967 | XIII         | SD Ponferradina              | 0-0 (pen)     | Viveiro CF                                                      |
| 1968 | XIV          | SD Compostela                | 1-0           | CD Ourense                                                      |
| 1969 | XV           | SD Compostela                | 2-1           | CD Ensidesa                                                     |
| 1970 | XVI          | CD Ourense                   | 3-3 (pen)     | Fabril Deportivo                                                |
| 1971 | XVII         | Viveiro CF                   | **            | CF Calvo Sotelo (Puentes de García Rodríguez) Arsenal CF Ferrol |
| 1972 | XVIII        | Viveiro CF                   | 2-2 (pen)     | CD Lugo                                                         |
| 1973 | XIX          | Viveiro CF                   | 3-0           | SD Compostela                                                   |
| 1974 | XX           | Viveiro CF                   | 1-0           | CD As Pontes                                                    |
| 1975 | XXI          | Arsenal CF Ferrol            | 2-1           | Viveiro CF                                                      |
| 1976 | XXII         | Viveiro CF                   | 3-0           | SD Sarriana                                                     |

- Las ediciones de 1953, 1958 y 1971 se desconoce el campeón.

## Campeones
| Equipo                       | Títulos | Ediciones                                 |
| ---------------------------- | ------- | ----------------------------------------- |
| Viveiro CF                   | 7       | 1957, 1960, 1961, 1972, 1973, 1974 y 1976 |
| Racing Club de Ferrol        | 2       | 1959 y 1963                               |
| SD Compostela                | 2       | 1968 y 1969                               |
| RC Deportivo de La Coruña    | 1       | 1955                                      |
| CD Juvenil                   | 1       | 1956                                      |
| Combinado nacional español   | 1       | 1962                                      |
| Cultural y Deportiva Leonesa | 1       | 1964                                      |
| CD Lugo                      | 1       | 1965                                      |
| SD Ponferradina              | 1       | 1967                                      |
| CD Ourense                   | 1       | 1970                                      |
| Arsenal CF Ferrol            | 1       | 1975                                      |